# Renault de Chartres
Renault de Chartres, o anche Regnault (Ons-en-Bray, 1380 circa – Tours, 4 aprile 1444), fu un arcivescovo francese che venne nominato cardinale da papa Eugenio IV.

## Biografia
Era figlio di secondo letto di Hector de Chartres, signore di Lyons-en-Beauvaisis (decapitato a Parigi nel 1418) e di Bianca di Nesle e d'Offémont († 1433), vedova di Guido di Beaumont, e prima ancora di Raoul de Flavy.

### Sotto Carlo VI di Francia
Canonico di San Pietro di Beauvais, nel 1404 venne eletto decano del Capitolo. Successivamente fu cameriere e referendario dell'antipapa Giovanni XXIII, presidente della Chambre des comptes di Parigi ed il 2 gennaio 1414 arcivescovo di Reims. L'anno successivo si recò al Concilio di Costanza.
Il 16 agosto 1418 venne nominato luogotenente del re Carlo VI e consigliere del Delfino nelle antiche province francesi di linguadoca, Lionese e Mâconnais.

### Sotto Carlo VII
Il 28 marzo 1424 divenne cancelliere di Francia, succedendo a Martin Gouges, destituito e pochi mesi dopo riabilitato: Renault lo sostituirà poi nuovamente nel 1428, mantenendo la carica fino alla morte.
Il reg li vendette la città di Vierzon il 7 agosto 1425.
Il 17 luglio 1429 consacrò re Carlo VII a Reims, alla presenza di Giovanna d'Arco.
Il 10 ottobre, accompagnato da Luigi di Lussemburgo, vescovo di Thérouanne, cancelliere di Enrico VI d'Inghilterra, con altri ambasciatori del re, partì per Saint-Denis per trattare con gl'inglesi.
Il 26 luglio 1432 ricevette dal re 600 agnel d'or per una missione effettuata come ambasciatore straordinario ad Auxerre, per un trattato di pace. Nel 1434 venne nominato da papa Eugenio IV arcivescovo di Embrun, ma rinunciò alla nomina preferendo vivere a Reims.
Il 6 luglio 1435 per il trattato di pace fra il re di Francia ed il duca di Borgogna, poi, l'anno successivo andò a Calais per comporre la residue vertenze con gl'inglesi.
Il 4 aprile 1436 papa Eugenio IV lo nominò amministratore apostolico di Agde e il 25 giugno a Tours celebrò le nozze del Delfino Luigi con Margherita di Scozia.
Il 17 marzo 1439 il papa lo nominò amministratore apostolico della diocesi di Orléans della cui sede prese possesso il 25 ottobre.
Con il concistoro del 18 dicembre 1439 papa Eugenio IV lo nominò cardinale con il titolo di Cardinale presbitero di Santo Stefano al Monte Celio, che gli venne assegnato il 1º agosto 1440

### Decesso
Dopo la mi-carême si recò a Tours per incontrare Carlo VII di Francia e per trattare la pace (tregua di Tours), tra francesi ed inglesi, ma fu colto da un male improvviso e decedette il 4 aprile 1444. La sua salma venne inumata nella chiesa dei francescani di Tours.

## Successione apostolica
La successione apostolica è:
- Cardinale Luigi di Lussemburgo